# حكاشة
حَكَّاشَة (الاسم العلمي Scomberesox)، جنس أسماك بحرية وهي إحدى الجنسان في فصيلة الحكاشيات.

## الأنواع
يوجد حاليًا نوعان معروفان في هذا الجنس:
- Scomberesox saurus (Walbaum, 1792)
  - Scomberesox saurus saurus (يوهان يوليوس والباوم, 1792) (Atlantic saury) نويع
  - Scomberesox saurus scombroides (جون ريتشاردسون (عالم), 1843) (King gar) نويع
- Scomberesox simulans (C. L. Hubbs & Wisner, 1980) (Dwarf saury)